# Stazione di Ispra
Stazione di Ispra vasútállomás Olaszországban, Lombardia régióban, Ispra településen.

## Vasútvonalak
Az állomást az alábbi vasútvonalak érintik:
- Novara–Pino-vasútvonal

## Kapcsolódó állomások
A vasútállomáshoz az alábbi állomások vannak a legközelebb:
- Stazione di Taino-Angera
- Stazione di Leggiuno-Monvalle